# 미나모토노 카네토시의 어머니
미나모토노 카네토시의 어머니(일본어: 源兼俊母 みなもと の かねとし の はは[*], 생몰년 미상)는 헤이안 시대 후기의 가인이다. 치쿠젠노카미 타카시나노 나리노부의 딸이다. 어머니는 이세노타유이다. 자매로는 야스스케 왕의 어머니, 치쿠젠의 유모 등이 있다. 우다 겐지의 미나모토노 츠네무네의 아내가 되어, 쇼ㆍ와곤의 명수 미나모토노 카네토시를 낳았다. 그녀 자신도 『후습유와카집(後拾遺和歌集)』에 2수가 입집한 가인이다.